# 적혈구형성인자

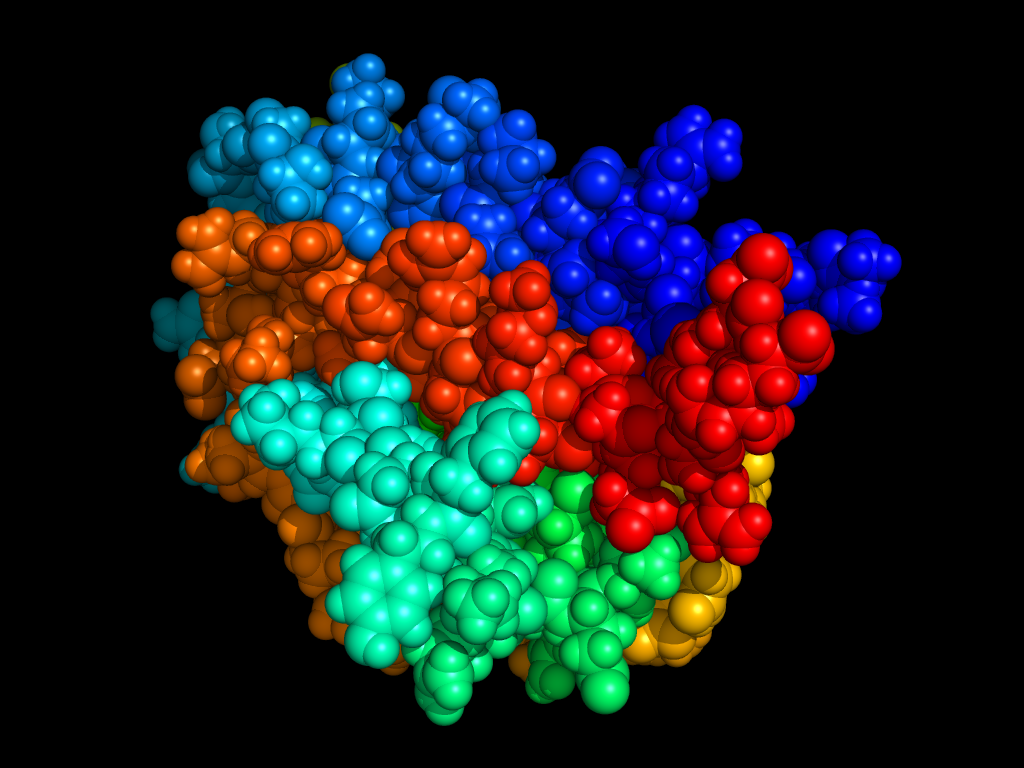

적혈구형성인자(영어: erythropoietin, erythropoetin, EPO, 에리트로포이에틴)는 당단백질 호르몬으로 적혈구 생성에 관여한다. 에리트로포이에틴은 단백질 신호 분자인 사이토카인으로 적혈구의 전구체의 형태로 골수에 존재한다. 인간 에리트로포이에틴의 크기는 34kDa이다.
또한 적혈구형성인자는 조혈소(영어: haematopoietin, hematopoietin, 헤마토포이에틴) 또는 조혈인자(영어: haemopoietin, hemopoietin, 헤모포이에틴)로도 불리며 신장의 간질세포 섬유아세포와 간에서 만들어진다. 태아의 시기동안은 간에서 생성이 주되지만, 성체의 시기때는 신장에서 주로 생성된다. 추가적으로 에리트로포이에틴은 다른 생체 기능이 있다. 예를 들면, 신경 손상에 대한 뇌의 반응에 중요한 역할을 한다고 알려졌다. 에리트로포이에틴은 또한 상처의 회복과정에도 포함된다고 알려졌다.
외인성 에리트로포이에틴(Exogenous EPO)이 신체 성능을 향상시키는 약물로 사용될때, 적혈구생성-자극 약제(erythropoiesis-stimulating agent, ESA)로 분류되기도 한다. 외인성 에리트로포이에틴은 혈액에서 검출 될 수 있다.

## 기능

### 적혈구 생성
에리트로포이에틴은 적혈구 생성에 필수적인 호르몬이다. 이것이 없다면 적혈구 생성을 할 수 없다. 체내가 저산소증의 상태라면, 신장은 에리트로포이에틴을 생산, 분비하여 적혈구의 생산을 늘리게 한다. 에리트로포이에틴은 인간의 골수에 있는 적혈구의 전구체세포에 영향을 주어 세포를 세포자살로부터 보호하게 된다.
에리트로포이에틴은 인터류킨-3(IL-3), 인터류킨-6(IL-6), 글루코코르티코이드와 줄기세포인자와 같은 다른 다양한 성장인자와 협동하는 인자이다.
적아구군형성단위(burst-forming unit-erythroid, BFU-E) 세포는 에리트로포이에틴 수용체를 발현하기 시작하고 에리트로포이에틴에 반응한다. 적아구콜로니형성단위(colony-forming unit-erythroid, CFU-E)는 수용체의 최대치를 발현하며 다음 분화를 위해 완전히 에리트로포이에틴에 의존적이게 된다. 적혈구의 전구체인 proerythroblasts 와 basophilic erythroblasts는 또한 에리트로포이에틴 수용체를 발현하여 영향을 받는다.

### 추가적인 기능
에리트로포이에틴은 혈관수축에 의존적인 고혈압에 관련이 있다. 에리트로포이에틴은 hepcidin 호르몬의 흡수를 억제시켜 철이온 흡수를 증가시킨다.
에리트로포이에틴은 또한 뇌졸중과 같은 저산소환경에서 신경을 보호한다. 임상시험을 해보지는 않았지만, 만약 심근경색이나 뇌졸중환자에게 치료가 된다면, 삶의 질을 높일 수 있는 결과를 기대할 수 있다. 이에 대한 근거는 에리트로포이에틴의 기준선보다 100배가 높은 농도에서 저산소증에 대한 뇌세포의 반응이다.
다수의 연구들은 에리트로포이에틴이 기억증진을 돕는다고 발표하였다. 이 효과는 적혈구용적률(hematocrit)의 효과와는 독립적이다. 적혈구용적률이라기 보다 에리트로포이에틴은 해마반응과 시냅스 연결, 신경 가소성, 뉴런네트워크와 연관성이 있다. 에리트로포이에틴은 또한 우울증치료에 효과가 있다고 알려져있다.

## 반응의 기작
에리트로포이에틴은 에리트로포이에틴 수용체(erythropoietin receptor, EpoR)와의 단백질-단백질 상호작용으로 기능을 나타낸다.
에리트로포이에틴은 분자질량의 40%가 될 정도로 높은 수준으로 당화되어있는데 혈액 내에서 반감기는 5시간이다. 반감기는 에리트로포이에틴의 당화 구성에 따라 다양하다. 그렇기에 에리트로포이에틴의 당화 재조합 기술은 혈액내에서 안정성에 연관을 준다. 에리트로포이에틴이 붙는 수용체는 적혈구 전구체에 있고 JAK2(janus kinase 2) 신호체계를 활성화시킨다. 에리트로포이에틴 수용체는 골수, 말초신경/중추신경계 등 여러 조직에서 발현된다. 혈액내에서는 적혈구는 스스로 에리트로포이에틴 수용체를 발현하지 못하므로 이 호르몬에 반응 할 수도 없다. 그러나, 간접적으로 적혈구의 수명에는 영향을 줄 수 있다고 보고되었다.

## 합성과 조절
빈혈이 아닌 상태에서 혈액의 에리트로포이에틴 농도는 10mU/ml로 매우 낮다. 그러나, 저산소의 스트레스에서는 에리트로포이에틴 생산은 1000배가 높아지며 혈중농도가 10,000mU/ml까지 높아진다. 에리트로포이에틴은 신장피질에서 주로 생산되며 간에서는 소량이 생산된다. 조절은 혈액의 산소농도에 따라 피드백 기작이 있을것으로 생각된다. 에리트로포이에틴의 전사인자는 hypoxia-inducible factors로 산소가 있는 환경에서는 분해된다.

## 의료적 사용
치료 목적인 에리트로포이에틴은 DNA재조합기술로 만들어지며, 만성적인 신장질환에 의한 빈혈의 치료에 사용된다. 그리고 척수형성이상증(myelodysplasia)의 치료인 방사선치료, 화학적치료에 사용한다.

## 같이 보기
- 조혈

## 더 읽어보기
- Takeuchi M, Kobata A (1992). “Structures and functional roles of the sugar chains of human erythropoietins”. 《Glycobiology》 1 (4): 337–46. doi:10.1093/glycob/1.4.337. PMID 1820196.
- Semba RD, Juul SE (2002). “Erythropoietin in human milk: physiology and role in infant health”. 《Journal of human lactation : official journal of International Lactation Consultant Association》 18 (3): 252–61. PMID 12192960.
- Ratcliffe PJ (2003). “From erythropoietin to oxygen: hypoxia-inducible factor hydroxylases and the hypoxia signal pathway”. 《Blood Purif.》 20 (5): 445–50. doi:10.1159/000065201. PMID 12207089.
- Westenfelder, Christof (2002). “Unexpected renal actions of erythropoietin”. 《Exp. Nephrol.》 10 (5–6): 294–8. doi:10.1159/000065304. PMID 12381912.
- Becerra SP, Amaral J (2002). “Erythropoietin--an endogenous retinal survival factor”. 《N. Engl. J. Med.》 347 (24): 1968–70. doi:10.1056/NEJMcibr022629. PMID 12477950.
- Genc S, Koroglu TF, Genc K (2004). “Erythropoietin and the nervous system”. 《Brain Res.》 1000 (1–2): 19–31. doi:10.1016/j.brainres.2003.12.037. PMID 15053948.
- Fandrey J (2004). “Oxygen-dependent and tissue-specific regulation of erythropoietin gene expression”. 《Am. J. Physiol. Regul. Integr. Comp. Physiol.》 286 (6): R977–88. doi:10.1152/ajpregu.00577.2003. PMID 15142852.
- Juul S (2004). “Recombinant erythropoietin as a neuroprotective treatment: in vitro and in vivo models”. 《Clinics in perinatology》 31 (1): 129–42. doi:10.1016/j.clp.2004.03.004. PMID 15183662.
- Buemi M, Caccamo C, Nostro L;  외. (2005). “Brain and cancer: the protective role of erythropoietin”. 《Med Res Rev》 25 (2): 245–59. doi:10.1002/med.20012. PMID 15389732.
- Sytkowski AJ (2007). “Does erythropoietin have a dark side? Epo signaling and cancer cells”. 《Sci. STKE》 2007 (395): e38. doi:10.1126/stke.3952007pe38. PMID 17636183.
- Goldwasser, Eugene. A Bloody Long Journey: Erythropoietin and the Person Who Isolated It. Xlibris, 2011. ISBN 978-1-4568-5737-0